# برادو (باهيا)
برادو بلدية في ولاية باهيا في المنطقة الشمالية الشرقية من البرازيل.
تحتوي البلدية على 22,694 هكتار (56,080 أكر) ومنتزهًا ديسكوبريمينتو الوطني، يحتوي المتنزه على جزء من محمية كورومبو الاستخراجية البحرية، وهي منطقة محمية بحرية للصيد تبلغ مساحتها 89,597 هكتار (221,400 أكر).